# Sunnyside Amusement Park
Pour les articles homonymes, voir Sunnyside.

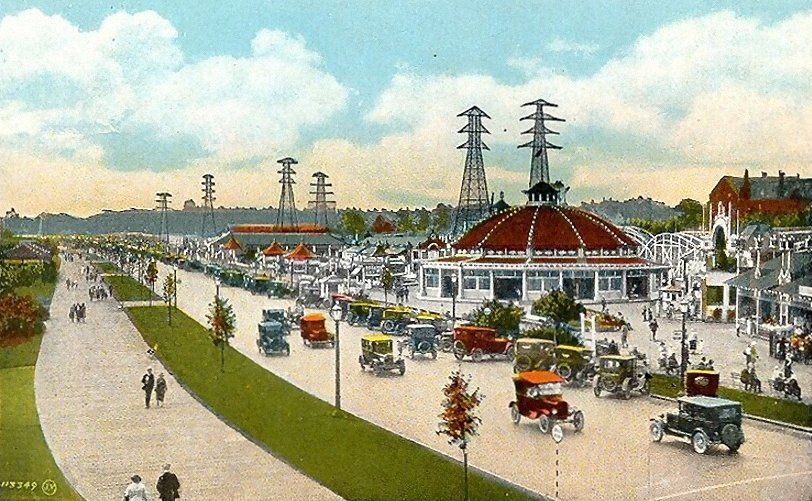
Sunnyside en 1931

Sunnyside Amusement Park est un ancien parc d'attractions et de loisirs canadien de la ville de Toronto, en Ontario. Il a ouvert ses portes en 1922 et a été démoli en 1955, au moment de la construction de la voie autoroutière Gardiner Expressway. Il se situait sur les rives du lac Ontario, à l'ouest du centre-ville.